# South Browning
South Browning é uma Região censo-designada localizada no estado americano de Montana, no Condado de Glacier.

## Demografia
Segundo o censo americano de 2000, a sua população era de 1677 habitantes.

## Geografia
De acordo com o United States Census Bureau tem uma área de
6,1 km², dos quais 6,0 km² cobertos por terra e 0,1 km² cobertos por água.

## Localidades na vizinhança
O diagrama seguinte representa as localidades num raio de 32 km ao redor de South Browning.